# Moša
La Moša (in russo Моша?) è un fiume della Russia europea, affluente di destra dell'Onega. Scorre nell'Oblast' di Arcangelo, nei rajon Pleseckij e Njandomskij.

## Descrizione
Ha origine dal lago Bol'šoe Mošinskoe ad un'altitudine di 76 m sul livello del mare e scorre in direzione nord-occidentale per tutto il suo corso, in una zona paludosa. Sfocia nell'Onega a 250 km dalla foce. Ha una lunghezza di 131 km, il suo bacino è di 8 450 km².
Il suo maggior affluente è la Lepša (lunga 168 km) proveniente dalla destra idrografica.